# Almir da Silva
Almir da Silva (Río de Janeiro, Brasil; 5 de enero de 1938) es un exfutbolista brasileño.

## Selección de Brasil
Su buen nivel en el fútbol de Colombia lo llevó a ser convocado por Brasil para afrontar la Copa América 1963. En dicho torneo disputó los 6 partidos y convirtió un gol en la derrota de Brasil 4-5 ante Bolivia el día 31 de marzo.

## Clubes
| Club         | País     | Año         |
| ------------ | -------- | ----------- |
| Canto do Rio | Brasil   | 1955 - 1956 |
| Fluminense   | Brasil   | 1957 - 1961 |
| Taubaté      | Brasil   | 1961 - 1962 |
| Millonarios  | Colombia | 1963 - 1965 |
| Portuguesa   | Brasil   | 1965 - 1966 |
| São Paulo    | Brasil   | 1967 - 1969 |

## Palmarés
- Campeonato Carioca con Fluminense en 1959.
- Primera División de Colombia con Millonarios en 1963 y 1964.